# Bolivianos blancos
Los bolivianos blancos, también conocidos como eurobolivianos, son bolivianos de ascendencia total o predominantemente europea o asiática occidental (antes llamados criollos y castizos en la época virreinal), más notablemente provenientes de España, y en menor medida, Alemania, Italia y Croacia.
La mayoría de los bolivianos blancos son descendientes de criollos de ascendencia española a lo largo de varias generaciones, así como descendientes de inmigrantes árabes (libaneses), turcos o europeos, principalmente provenientes de España, Alemania, Italia y Croacia, entre otros.
Actualmente también es común la ascendencia portuguesa, principalmente proveniente de inmigrantes brasileños de origen luso.
Los bolivianos blancos representan el tercer grupo étnico más grande del país, por debajo de los mestizos y de los indígenas, que se encuentran en el primer y segundo lugar respectivamente. En la encuesta de la CIA «the world factbook» llevada a cabo en 2009, el 5% de los bolivianos se identificaron como blancos y adicionalmente un 68% como mestizos.
Los bolivianos blancos viven principalmente en las ciudades más grandes y pueblos importantes de Bolivia, como Santa Cruz de la Sierra, La Paz y Cochabamba, también existen comunidades importantes viviendo en Tarija, Sucre, Trinidad y Cobija.

## Otras fuentes
- Para el antropólogo Francisco Lizcano Fernández, los criollos y blancos bolivianos representan el 15% de la población total.[8]

- Según Universia en 2013, los blancos en Bolivia conforman el 22 por ciento, así como los indígenas.[9]

- En la encuesta del Latinobarómetro 2016, el 4% de los bolivianos se declararon blancos.[10]

- En una encuesta realizada en 2013 por Ipsos, el 3 por ciento de las personas encuestadas dijeron que eran blancas y el 52 por ciento se reconoció mestiza.[11]

- Según el World statesmen en 2001, los bolivianos blancos representan el 10%, de estos, un 3% corresponde a los descendientes de alemanes.[12]

## Historia

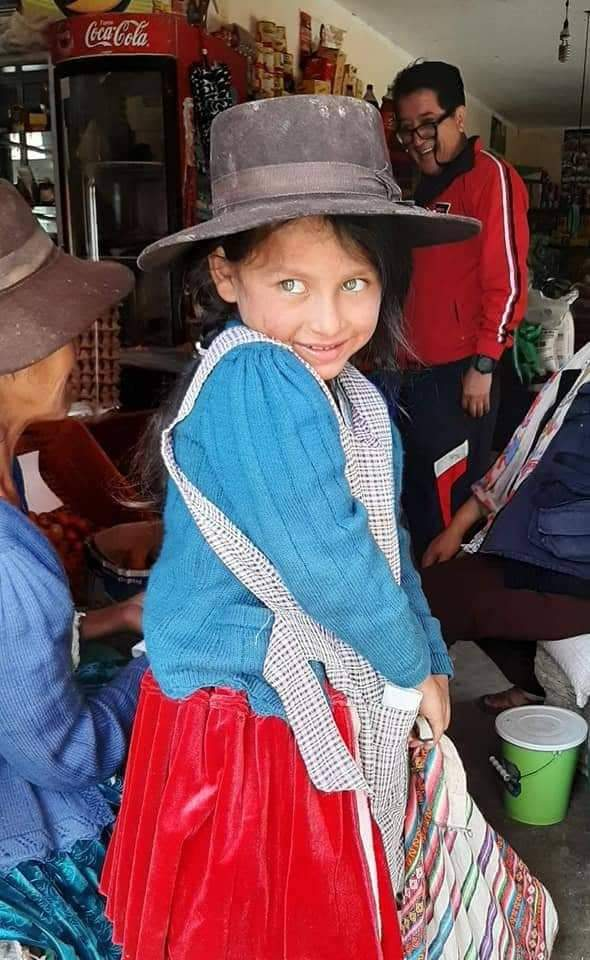
Niña andina mestiza de ojos azules

En comparación con la población indígena, un número considerablemente menor de bolivianos blancos y mestizos viven en situaciones de pobreza. Las concepciones de las fronteras raciales en Bolivia pueden ser fluidas y las percepciones de la raza pueden estar vinculadas al estatus socioeconómico, con la posibilidad de que una persona logre un «blanqueamiento» mediante el progreso económico. Las diferencias en el idioma, el nivel educativo y la situación laboral también pueden reforzar las percepciones de lo que constituye a una persona como «blanca», «mestiza» o «indígena».

### Periodo colonial
Francisco Pizarro fue el primer europeo en controlar Bolivia. Los primeros blancos en Bolivia fueron los conquistadores españoles, que arribaron al actual territorio a principios del siglo XVI. Se asentaron principalmente en las regiones mineras, como el cerro rico de Potosí, región que se convirtió en la ciudad más poblada del mundo durante la colonia. Mientras qué hacia el oriente boliviano se realizaron las reducciones indígenas por medio de las misiones jesuíticas y luego por las misiones franciscanas.
Evolución de la población de la actual Bolivia entre 1570 y 1810:
| Etnia                 | 1570    | 1650    | 1810      |
| --------------------- | ------- | ------- | --------- |
| Indígenas             | 700 000 | 750 000 | 1 000 000 |
| Blancos               | 7 000   | 50 000  | 150 000   |
| Africanos y de castas | 30 000  | 50 000  | 350 000   |
| Total                 | 737 000 | 850 000 | 1 500 000 |

En 1796, la población del «Alto Perú» sumando a los Arzobispados de La Plata, La Paz y Santa Cruz, era de 552 700 personas.

### Periodo republicano
Durante el periodo republicano, un pequeño número de inmigrantes europeos y del Medio Oriente se asentaron en Bolivia. Entre 10 000 y 20 000 judíos alemanes ingresaron en el periodo 1938-1941, y unos 800 árabes entraron al país a partir de 1920. Otros grupos de inmigrantes europeos incluyen a italianos, croatas, y menonitas de origen alemán y ruso.
Según Grimmes, en 1998, el 2,1% de los bolivianos hablaba una lengua europea no ibérica: 50 000 alemán, 14 000 corso y 8587 bajo alemán (menonitas). Igual se identificaron unos 60 000 hablantes de plautdietsch en 2007 (también menonitas).

### Inmigración europea en Bolivia
Bolivia tuvo un total de 5 olas migratorias europeas, la primera caracterizada por el periodo colonial, la segunda ola fue la republicana entre 1850 a 1880, en dónde llegaron principalmente franceses, italianos, suizos y alemanes, la tercera ola se dio por el auge industrial (1880-1940), en dónde la migración europea era selectiva (principalmente desde el 1900), llegaron alemanes, croatas, italianos, ingleses, judíos y árabes, la cuarta ola se dio durante la Segunda Guerra Mundial y posguerra (1940-1960), en dónde se refugiaron muchos alemanes (incluso ex nazis), judíos, árabes, menonitas y hasta japoneses, por último la quinta ola se dio entre 1950 hacia delante, caracterizada por una migración leve y regional, en dónde la mayoría migra a los departamentos del eje central.
En 2020 había un total de 164 121 inmigrantes viviendo en Bolivia y representaban el 1,39% de la población, de estos el 8,27% provenía de España.
En este año habían: 13 568 españoles, 5453 estadounidenses, 2251 alemanes, 1588 italianos, 1536 canadienses, 1377 franceses, 1004 británicos, 733 suizos, 425 neerlandeses, 419 belgas, 364 rusos, 325 suecos y 243 polacos, entre otros.

### Migración histórica
Históricamente las principales nacionalidades europeas que llegan a Bolivia provienen de España y de Alemania, estas a lo largo del tiempo fueron creciendo de forma significativa hasta la actualidad.
Inmigración española en Bolivia:
| Año  | Españoles en Bolivia |
| ---- | -------------------- |
| 1990 | 1644                 |
| 1995 | 1651                 |
| 2000 | 1641                 |
| 2005 | 6059                 |
| 2010 | 10463                |
| 2015 | 12181                |
| 2017 | 12679                |
| 2020 | 13568                |
| 2023 | 16449                |
| 2025 | 17773                |

Inmigración alemana en Bolivia:
| Año  | Alemanes en Bolivia |
| ---- | ------------------- |
| 1990 | 1351                |
| 1995 | 1524                |
| 2000 | 1682                |
| 2005 | 1711                |
| 2010 | 1737                |
| 2015 | 2022                |
| 2017 | 2104                |
| 2020 | 2251                |

En los grupos minoritarios, podemos incluir (información desactualizada desde 2018):
| 1990 | 580 |  |  |  |
| 1995 | 619 |  |  |  |
| 2000 | 651 |  |  |  |
| 2005 | 714 |  |  |  |
| 2010 | 776 |  |  |  |
| 2015 | 903 |  |  |  |
| 2017 | 939 |  |  |  |
| Fuente: Organización Internacional para las Migraciones OIM (a nivel mundial) dependiente de la Organización de las Naciones Unidas ONU (2018) A partir del año 2018, se establece solamente "estimaciones" |     |  |  |  |
| |     |  |  |  |

| Año  | Checos residentes en Bolivia |
| 1990 | 129                          |
| 1995 | 76                           |
| 2000 | 22                           |
| 2005 | 34                           |
| 2010 | 45                           |
| 2015 | 52                           |
| 2017 | 54                           |

| Año  | Rumanos residentes en Bolivia |
| 1990 | 61                            |
| 1995 | 31                            |
| 2005 | 31                            |
| 2010 | 62                            |
| 2015 | 72                            |
| 2017 | 74                            |

| Año  | Ucranianos residentes en Bolivia |
| 1991 | 11                               |
| 1995 | 57                               |
| 2000 | 114                              |
| 2005 | 106                              |
| 2010 | 98                               |
| 2015 | 114                              |
| 2017 | 118                              |

| Año  | Austriacos en Bolivia |
| ---- | --------------------- |
| 1990 | 170                   |
| 1995 | 169                   |
| 2000 | 166                   |
| 2005 | 152                   |
| 2010 | 137                   |
| 2015 | 159                   |
| 2017 | 165                   |

| Año  | Rumanos residentes en Bolivia |
| 1990 | 61                            |
| 1995 | 31                            |
| 2005 | 31                            |
| 2010 | 62                            |
| 2015 | 72                            |
| 2017 | 74                            |

Durante la quinta ola hubo una mayor cantidad de inmigrantes de países "transitorios" es decir, que no vienen de Europa pero que tienen una fuerte herencia europea, como es el caso de Argentina, Estados Unidos, Australia y Brasil. Además que actualmente hay más personas que se van del país, siendo los principales destinos para los bolivianos blancos España y Estados Unidos.

### Inmigración latinoamericana
En 2020, la inmigración procedía principalmente de Argentina, con el 29,00% seguida por Brasil con el 17,43%.
Habían: 47 601 argentinos, 28 612 brasileros, 12 565 peruanos, 10 606 mexicanos, 5707 venezolanos, 5268 chilenos, 4772 paraguayos, 3301 colombianos, 1971 cubanos, 1115 ecuatorianos, 1,007 beliceños y 565 uruguayos, representan la mayor parte de inmigrantes en Bolivia.

## Números
La mayoría de los bolivianos blancos tienen una ascendencia de origen española (de Andalucía, Extremadura y País Vasco).

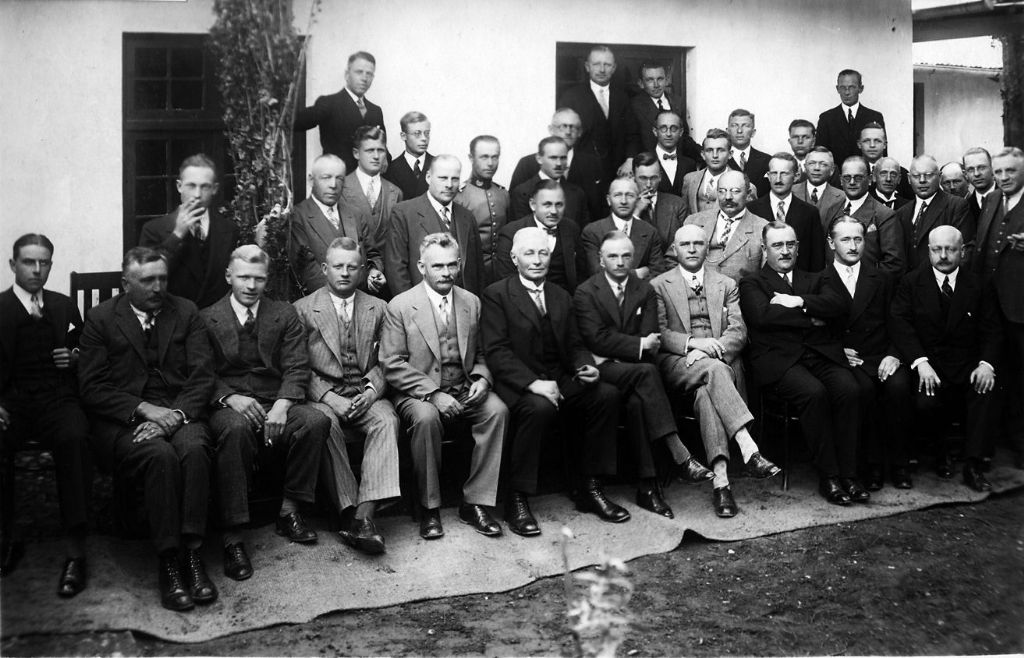
Miembros de la colonia alemana en La Paz

Los bolivianos descendientes de alemanes eran entre 260 000 (en 2002) a 430 000 en la actualidad,estos se concentran principalmente en las ciudades de Santa Cruz de la Sierra y Tarija; en cambio los menonitas (que tienen una ascendencia suizo-alemana) que son unos 150 000 están distribuidos por toda la región del llano. Hubo varios presidentes de origen alemán en Bolivia, de los cuáles destacan, entre los descendientes directos: Germán Busch Becerra, Hugo Banzer Suárez y Alberto Natusch Busch;entre los que tienen ascendencia: Lidia Gueiler Tejada y Enrique Hertzog, ente otros.

Los bolivianos descendientes de italianos se encuentran principalmente en los valles de Cochabamba y Tarija, hacen más de 15 600 según Luigi Guarnieri Calò Carducci. El expresidente boliviano Hilarión Daza era de ascendencia francesa-italiana.

Los bolivianos descendientes de croatas se encuentran principalmente en las ciudades de Santa Cruz y Cochabamba, en el año 2006 formaban 8000.

### Otros
Las ascendencias minoritarias incluyen a: los bolivianos descendientes de portugueses, que son aproximadamente 12 000, ubicados principalmente en los departamentos de Pando, Santa Cruz y Beni, los griegos y sus descendientes que son unos 4100 se encuentran principalmente en la ciudad de La Paz, los descendientes de austriacos, serbios, rusos, ingleses, irlandeses, franceses, entre otros provenientes de países europeos, hacen unos 10,000 en total, sin considerar a los inmigrantes (como estadounidenses, británicos y judíos).
Los descendientes de árabes forman algo más de 2500 familias con unos 70 000 descendientes, de los cuáles se tiene registro de 600 apellidos diferentes, según el detallado libro de Luis Alberto Asbun-Karmy (2000). Estos migraron principalmente al oriente boliviano, centrándose en Santa Cruz.
Si consideramos que el 55% de los bolivianos tienen una ascendencia indígena predominante según Lizcano, el 28% son mestizos equilibrados, el 2% son afrodescendientes y el 15% son blancos, los bolivianos con una ascendencia española considerable serían aproximadamente: 4,2 millones (contando a los mestizos y blancos de ascendencia española).

## Estimaciones

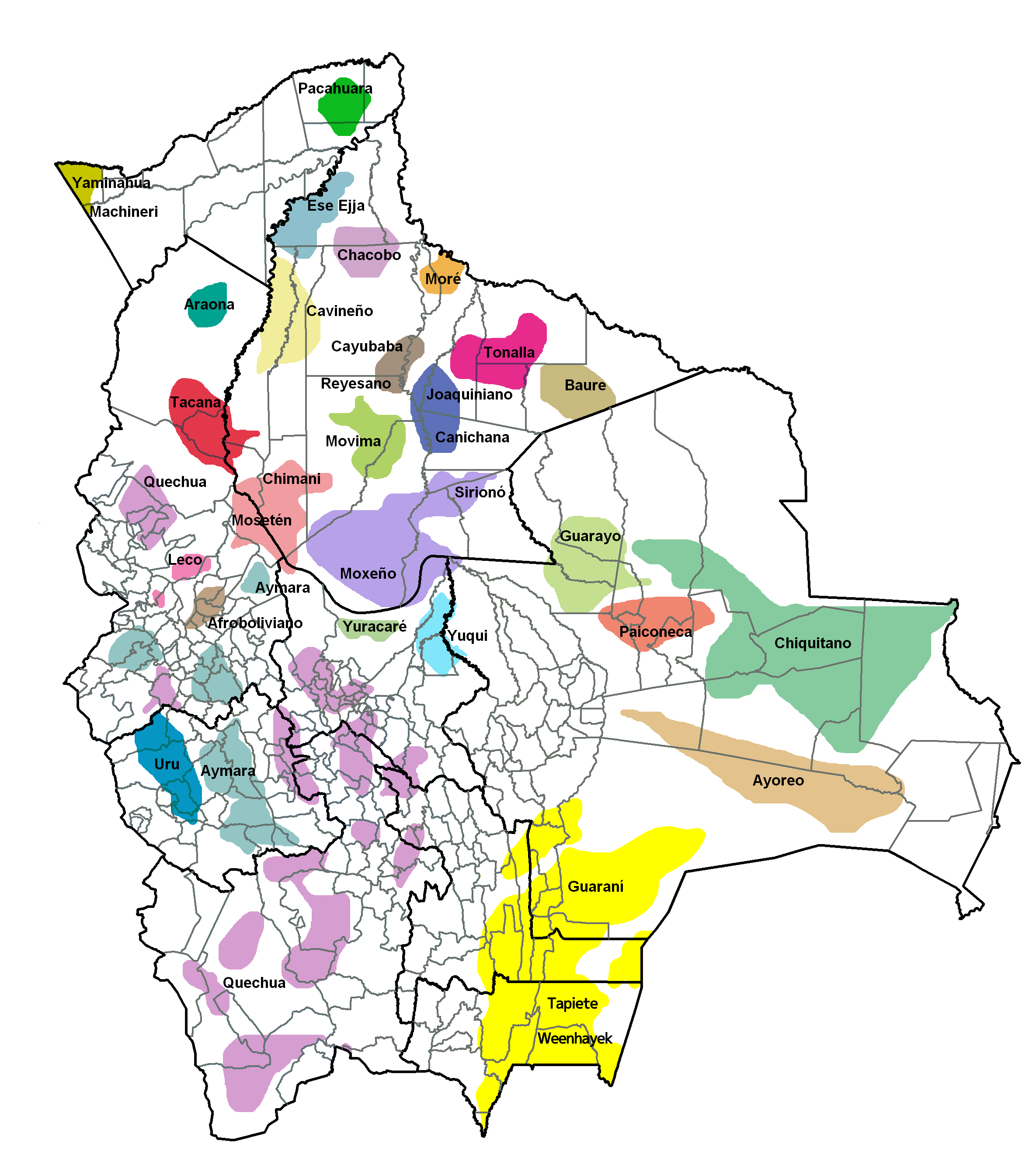
Distribución geográfica de los pueblos indígenas de Bolivia.

Según en una encuesta llevada a cabo por la LAPOP (2012)el 5,4 % de los bolivianos se identificaron como blancos, mientras que la categoría de "mestizo" siguió creciendo a lo largo del tiempo ya que se empleó como un punto intermedio entre los blancos y los indígenas. La proporción de personas identificadas como blancas fue disminuyendo desde el año 2000, mientras que la identidad indígena creció entre el 2000 (reflejado en el censo boliviano de 2001) y 2006, en dónde "la proporción de indígenas superó a la de blancos".

"¿Usted se considera una persona blanca, mestiza, indígena u originaria, negra, mulata, u otra?"

Cuando se emplea esta pregunta, la categoría mayoritaria es la de “mestizo”. Tres cuartas partes de los bolivianos se identifican como tales, mientras que alrededor de 1 en cada 5 se identifican como “indígenas”, y solamente 1 en 20 se sienten “blancos”. Bajo esta lógica, es correcto afirmar que la gran mayoría de la población boliviana se define a sí misma como “mestiza”.
Proyecto de Opinión Pública en América Latina

### Porcentajes
En la gráfica mostrada por la LAPOP, se aprecia esta disminución, en 1998 la identidad blanca representaba más del 20%, hasta que en años posteriores: 2000, 2002, 2004 y 2006, decae hasta cerca del 10% y en disminución (2012 con un 5.4%).
Actualmente no se puede saber con certeza cuántos bolivianos blancos hay porque resulta volátil basarse en datos autoperceptivos,sin embargo, parece mantenerse en un 15% a lo largo del tiempo. Cómo señala también Francisco Lizcano en su artículo de "composición étnica del continente americano":
| País sudamericano | Porcentajes (población blanca) | Población en Millones (2025)   |
| ----------------- | ------------------------------ | ------------------------------ |
| Argentina         | 85.0 %                         | 40,4 Millones (estimado)       |
| Bolivia           | 15.0 %                         | 1,7—1,9 Millones (aproximado)  |
| Brasil            | 53.8 %                         | 119 Millones (estimado)        |
| Chile             | 52.7 %                         | 9,7–10,6 Millones (aproximado) |
| Colombia          | 20.0 %                         | 10,6 Millones (estimado)       |
| Ecuador           | 9.9 %                          | 1,8 Millones (estimado)        |
| Paraguay          | 20.0 %                         | 1,5 Millones (estimado)        |
| Perú              | 12.0 %                         | 4,2 Millones (estimado)        |
| Uruguay           | 88.0 %                         | 3,1 Millones (estimado)        |
| Venezuela         | 16.9 %                         | 5,2 Millones (estimado)        |

## Distribución geográfica
Geográficamente, la población blanca y blanca mestiza de Bolivia tiende a concentrarse densamente en las tierras bajas orientales del país (como Santa Cruz) y en Tarija, lo que vendría a ser la región de la «Media Luna». Los bolivianos blancos y mestizos de esta región son relativamente más adinerados en comparación con la región andina, en dónde son más pobres y predominantemente indígenas en Bolivia. Mientras tanto, en las ecorregiones del altiplano y los valles, los blancos conforman desproporcionadamente las clases alta y media-alta, especialmente en las ciudades de La Paz, Cochabamba y Sucre.

### Censos
En el censo oficial de 1900, las personas que se autoidentificaron como «blancas» representaban el 13% (12,72%), o 231,088 personas en total. Esta fue la última vez que se recopilaron datos sobre la raza. En Bolivia vivían 529 italianos, 420 españoles, 295 alemanes, 279 franceses, 177 austriacos, 141 ingleses y 23 belgas.
La distribución geográfica de los blancos en la república era la siguiente:
| Departamentos                   | Hombres | Mujeres | Total   | %     |
| ------------------------------- | ------- | ------- | ------- | ----- |
| Beni                            | 2981    | 2132    | 5113    | 15.88 |
| Chuquisaca                      | 15 413  | 16 354  | 31 767  | 15.53 |
| Cochabamba                      | 28 938  | 31 667  | 60 605  | 18.46 |
| La Paz                          | 18 340  | 17 915  | 36 255  | 8.13  |
| Oruro                           | 3996    | 3778    | 7774    | 9.03  |
| Territorio Nacional de Colonias | 202     | 5       | 207     | 0.64  |
| Potosí                          | 11 229  | 10 484  | 21 713  | 6.66  |
| Santa Cruz                      | 29 672  | 29 798  | 59 470  | 28.37 |
| Tarija                          | 4368    | 3816    | 8184    | 7.95  |
| República de Bolivia            | 115 139 | 115 949 | 231 088 | 12.72 |

Según el censo de 1900, una persona que se identificaba como «blanca» era descendiente de un extranjero europeo, principalmente de un español. Este fue el último censo en el que se incluyó una pregunta detallada sobre el origen étnico.
También habían italianos, españoles, alemanes y franceses que en general representaban el 12,7 % de la población, con grandes poblaciones asentadas en Cochabamba (60 605) y Santa Cruz (59 470), ambas regiones en conjunto tenían el 36,8 % del total.

### Estimaciones étnicas
- 1825: 68% Indígena, 20% Mestizo, 10% Blanco y 2% Negro.
- 1900:[122] 51% Indígena, 27% Mestizo, 13% Blanco y 9% Otros. El censo oficial de 1900 solo incluyó las categorías de indígena, mestizo y blanco.
- 1992: 54% Indígena, 28% Mestizo, 15% Blanco y 3% Otros.
- 2001:[113][12] 62% Indígena, 27% Mestizo, 10% Blanco y 1% Negro. El censo oficial de 2001 solo incluyó la opción de indígena.
- 2012:[113] 48% Mestizo, 41% Indígena, 10% Blanco y 1% Negro. El censo oficial de 2012 solo incluyó las opciones de indígena y afroboliviano.

Entre los apellidos, la mayoría de los apellidos bolivianos tienen un origen europeo (principalmente de España), en el occidente del país predominan los apellidos indígenas de origen andino, como Mamani, Choque y Condori, mientras que en la media luna predominan los de origen español según Forebears (en Pando hay más influencia de apellidos indígenas que en el resto del oriente).

### Menonitas

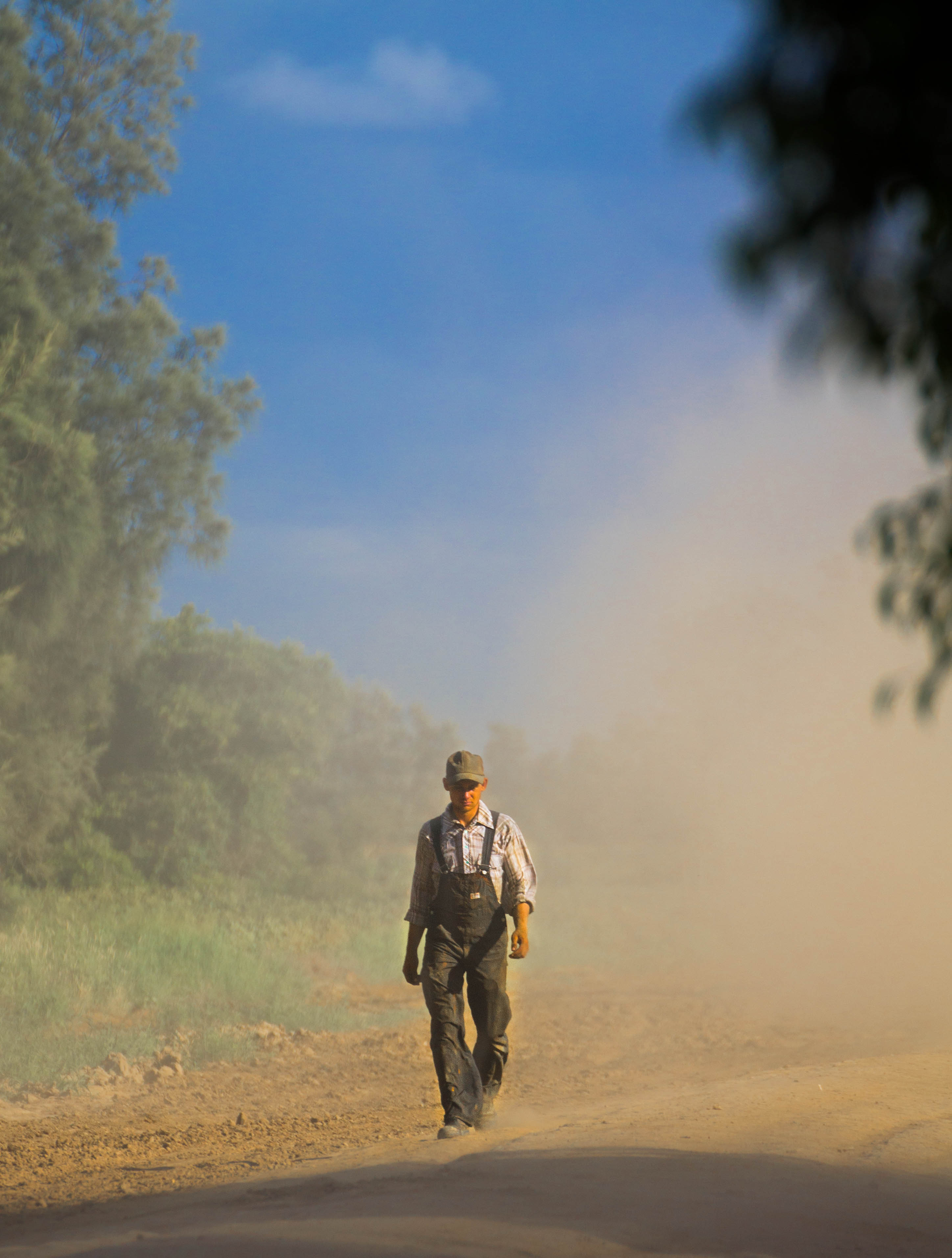
Niño menonita en Santa Cruz

En 1995, había un total de 25 colonias menonitas en Bolivia, con una población total de 28.567 habitantes. Las colonias más pobladas eran: Riva Palacios (5 488), Swift Current (2 602), Nueva Esperanza (2 455), Valle Esperanza (2 214) y Santa Rita (1 748). En 2002, habían 40 colonias menonitas con una población de aproximadamente 38.000 personas.
Actualmente hay unas 120 colonias, y 150 000 menonitas en Bolivia, una gran cantidad de población está asentada en Santa Cruz, en dónde hay un promedio de 1000 personas por colonia. Las colonias menonitas en las tierras bajas del país cubren aproximadamente unas 900 000 hectáreas.

### Paceños blancos

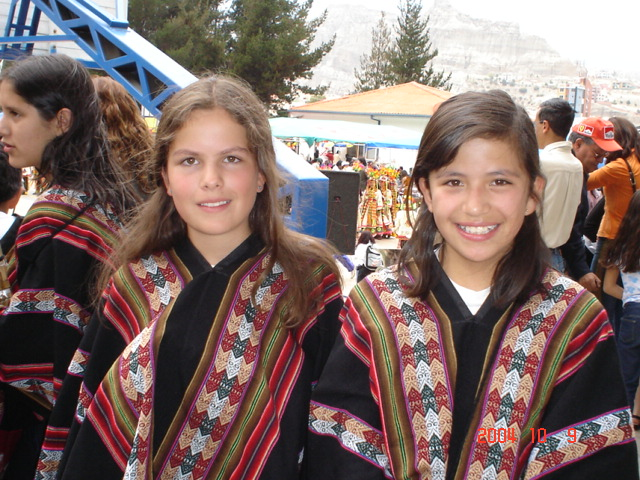
Estudiantes euro-mestizas de un colegio en La Paz.

En un estudio en dónde se encuestaron a los pobladores de las ciudades de La Paz y El Alto, se mostró que la autopercepcion de los paceños era la siguiente:
59,2 % mestizos, 27,9 % indígenas, 12,4 % blancos y 0,5 % afros.
El mismo estudio dio a conocer que los paceños blancos son considerados más ricos económicamente en comparación con las otras etnias (mestizos, indígenas y afrobolivianos), así mismo, estos son apodados como «jailones». También es común el uso del vocablo «q'ara» (palabra de origen indígena) con connotación negativa hacia las personas de tez clara en La Paz.
Se pudo identificar que los "rasgos europeos" (o blancos) son de los más valorizados y cotizados en cuanto a unión familiar se refiere, mostrando una tendencia eurocentrica sobre todo en comunidades indígenas.

## Educación
La Inmigración europea trajo consigo el "desarrollo educativo", iniciando desde la época colonial con las misiones jesuíticas, hasta llegar a la formación de unidades educativas, sin embargo estas estaban disponibles solamente para las "elites sociales" más elevadas.

En años posteriores los inmigrantes europeos llegaron a fundar distintos colegios, (además de la participación de la educación internacional) los cuáles se siguen manteniendo hasta la actualidad y casi en su totalidad se tratan de unidades educativas privadas, algunos ejemplos son los colegios alemanes (Deutsche Schule) ubicados en La Paz, Santa Cruz, Cochabamba, Sucre, Oruro y Tarija, el colegio Británico (British Scholl), el colegio Italo-boliviano, Colegio Franco Boliviano, colegio Cambridge, además de algunas unidades educativas menonitas cómo Villa Nueva, entre otros.

## Origen genético

### Por linaje paterno (cromosoma Y)
El análisis de marcadores del cromosoma Y en 226 muestras de ADN bolivianos mostró un promedio de un 29% de ascendencia nativa americana y un 65% de ascendencia europea. La distribución de los haplogrupos provenientes de Europa en los bolivianos fue la siguiente por región:
Llanos: Santa Cruz, Beni y Pando
- R1a (presuntamente eslavo)[145]
- R1b1b2 (común en Europa occidental)[145]
- J (mediterráneo occidental)[145]
- I (nórdico o germánico)[145]
- G (Cáucaso)[145]

Subandina: Cochabamba, Chuquisaca y Tarija (el estudio solo abarcó a Cochabamba)
- R1b1b2 & R1b1 (común en Europa occidental)
- I (nórdico o germánico)
- J (mediterráneo Occidental)

Andina: La Paz, Oruro y Potosí (el estudio solo abarcó a La Paz)
- R1b1b2 & R1b1 (común en Europa Occidental)
- G (caucásico)
- I (nórdico o germánico)
- J (mediterráneo occidental)

El resultado mostró que la región andina y sub-andina muestran un componente principalmente europeo, representando un 77% y un 86% respectivamente, mientras que los Llanos representa solo un 46%, pero en esta región se tiene una mayor “ancestralidad europea” en la composición genética promedio (total) y autosómica.
Esto es muestra de la herencia genética que dejaron los hombres españoles durante la colonia. Sobre todo en las regiones con mayor elevación del país.

### Por linaje materno (mitocondrial)
Los haplogrupos europeos mitocondriales en Bolivia pueden ser iguales a los que son comunes en otras regiones del continente y en Europa, estos incluyen: H, J, V, U, T & HV.
Los estudios genéticos del linaje materno boliviano se suelen centrar en la herencia nativa americana, más no en la europea, el promedio de esta es: 53% B, 22% C, 15% A y 10% D.

### Composición genética promedio
Según plos genetics en 2013, la composición genética promedio de los bolivianos era de un 25% de origen europeo (24,6 %).
Genéticamente esta se distribuía de la siguiente forma:
| Departamento | Aporte americano | Aporte europeo | Aporte asiático | Aporte africano |
| ------------ | ---------------- | -------------- | --------------- | --------------- |
| Beni         | 68,2%            | 26,1%          | 4,6%            | 1,2%            |
| Chuquisaca   | 67,9%            | 28,8%          | 3,1%            | 0,2%            |
| Cochabamba   | 68,3%            | 23,9%          | 6,8%            | 1,0%            |
| La Paz       | 79,3%            | 18,5%          | 1,9%            | 0,3%            |
| Pando        | 66,1%            | 25,8%          | 5,7%            | 2,5%            |
| Santa Cruz   | 57,4%            | 39,0%          | 2,9%            | 0,7%            |

Por región geográfica:
| Región     | Aporte americano | Aporte europeo | Aporte asiático | Aporte africano |
| ---------- | ---------------- | -------------- | --------------- | --------------- |
| Andina     | 79,7%            | 18,7%          | 1,4%            | 0,3%            |
| Subandina  | 66,8%            | 29,2%          | 3,6%            | 0,4%            |
| Los Llanos | 64,2%            | 30,0%          | 4,6%            | 1,6%            |

## Aporte cultural
El aporte cultural europeo se ve reflejado en todo el país, tanto en el idioma, como en la religión, la música, la arquitectura, las costumbres (y valores), en la gastronomía y en la vestimenta.
Cada departamento integró estos elementos de mandera distinta, combinándolos con la herencia indígena y mestiza de cada región.

### Cultura chola
La cultura chola, tiene sus orígenes en el occidente del país, La Paz, Oruro, Potosí, Cochabamba y Chuquisaca. Representa tanto a los indígenas de tierras altas, como a los indomestizos (o cholos) y mestizos de ascendencia aimara o quechua. 

Uso de la pollera por región:
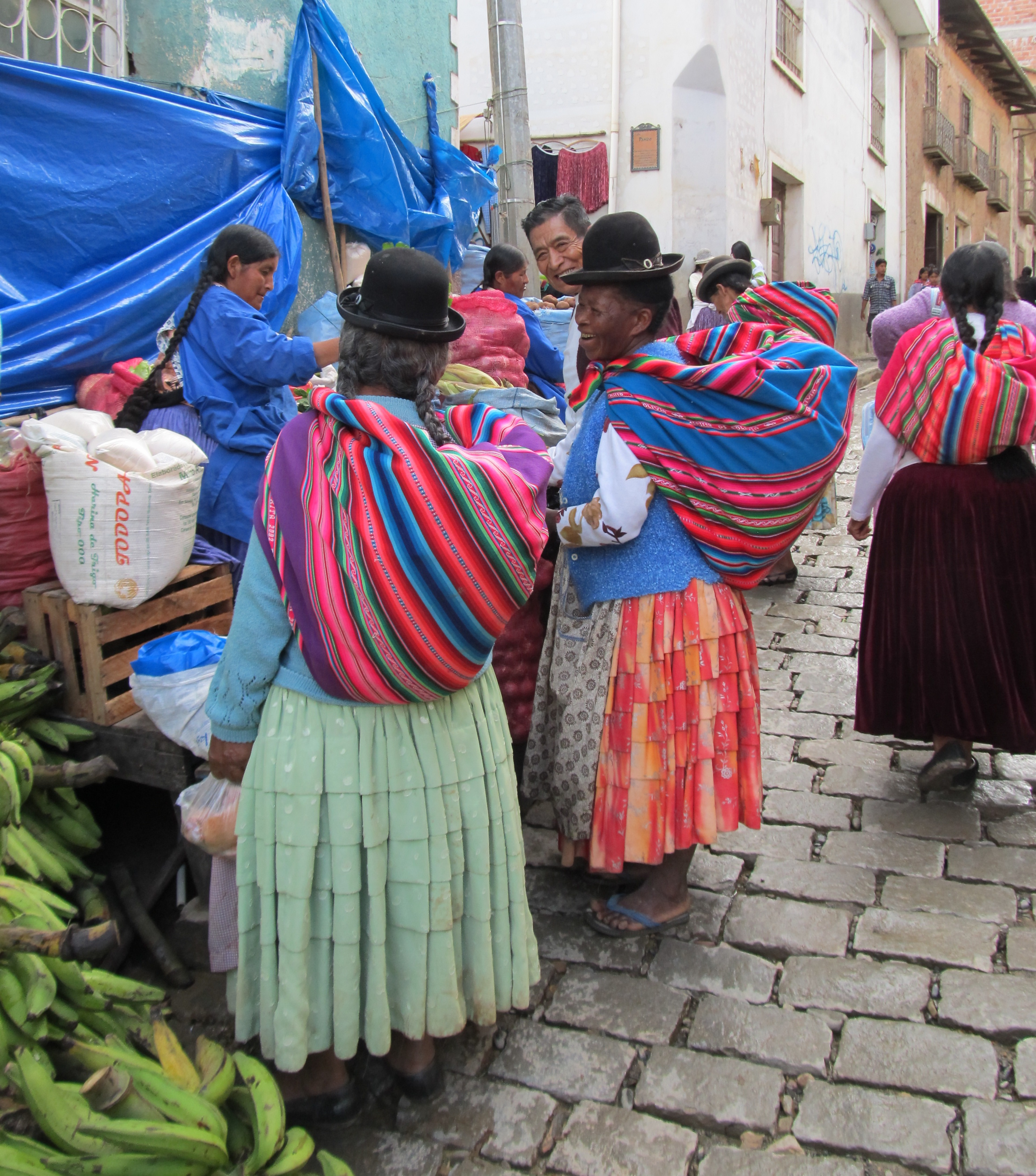
Afrobolivianas
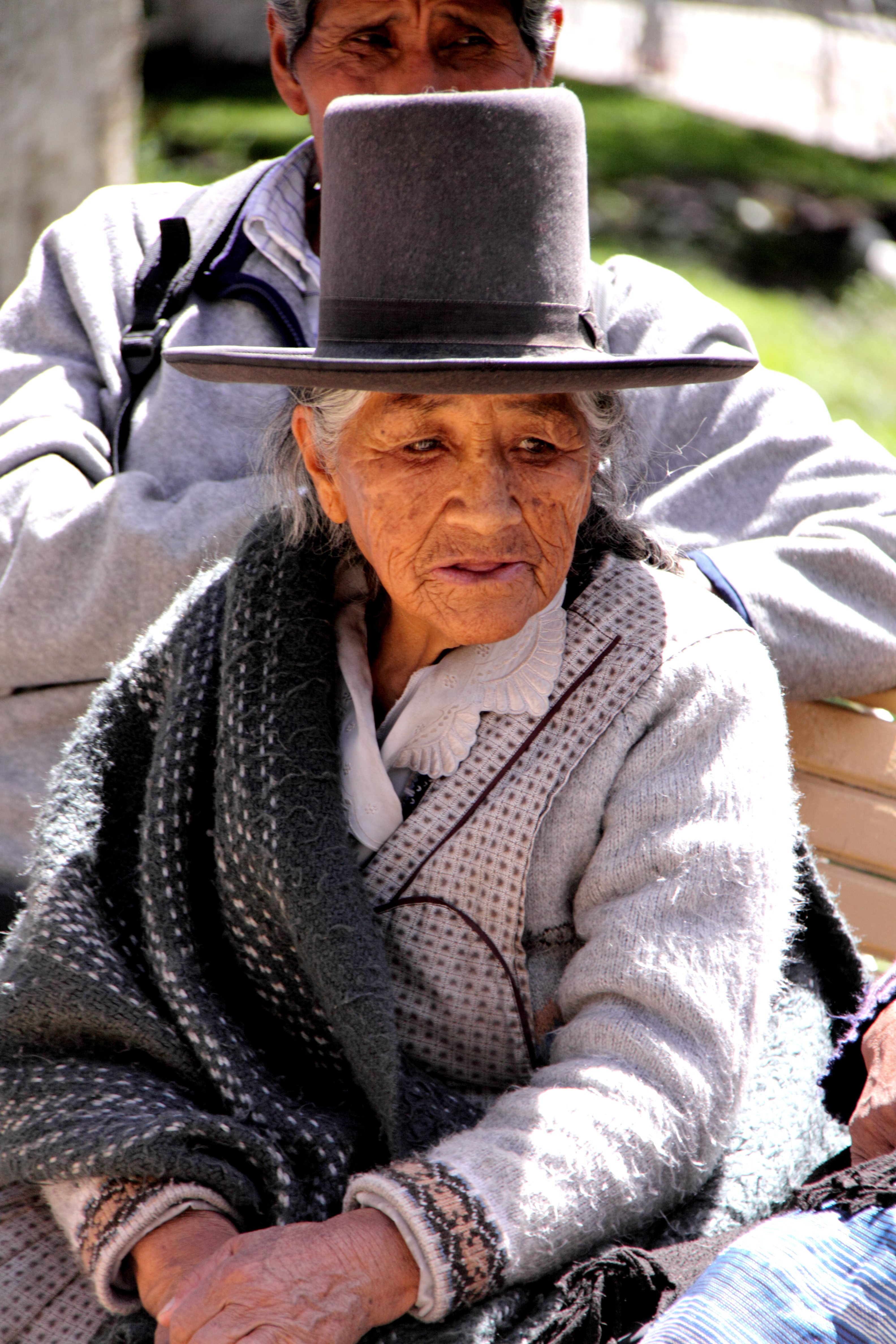
Chola potosina
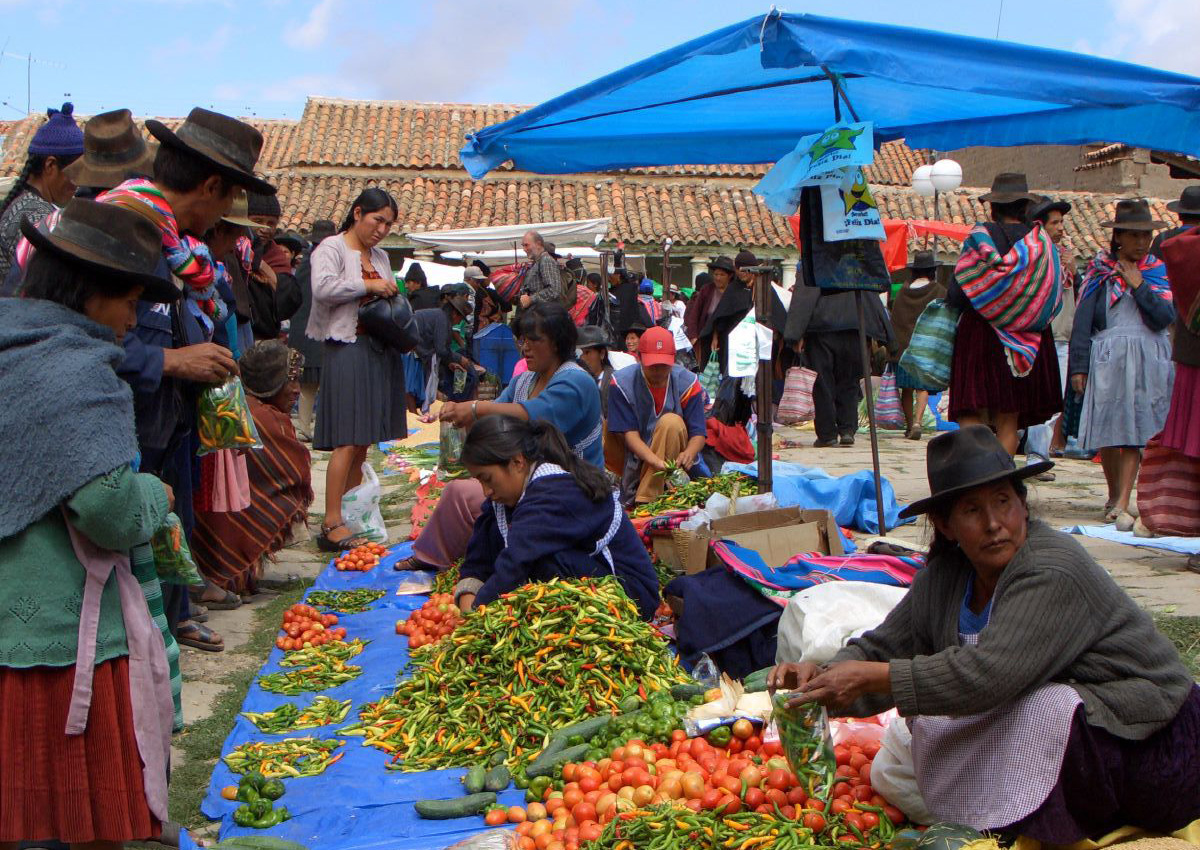
Cholas chuquisaqueñas, Tarabuco
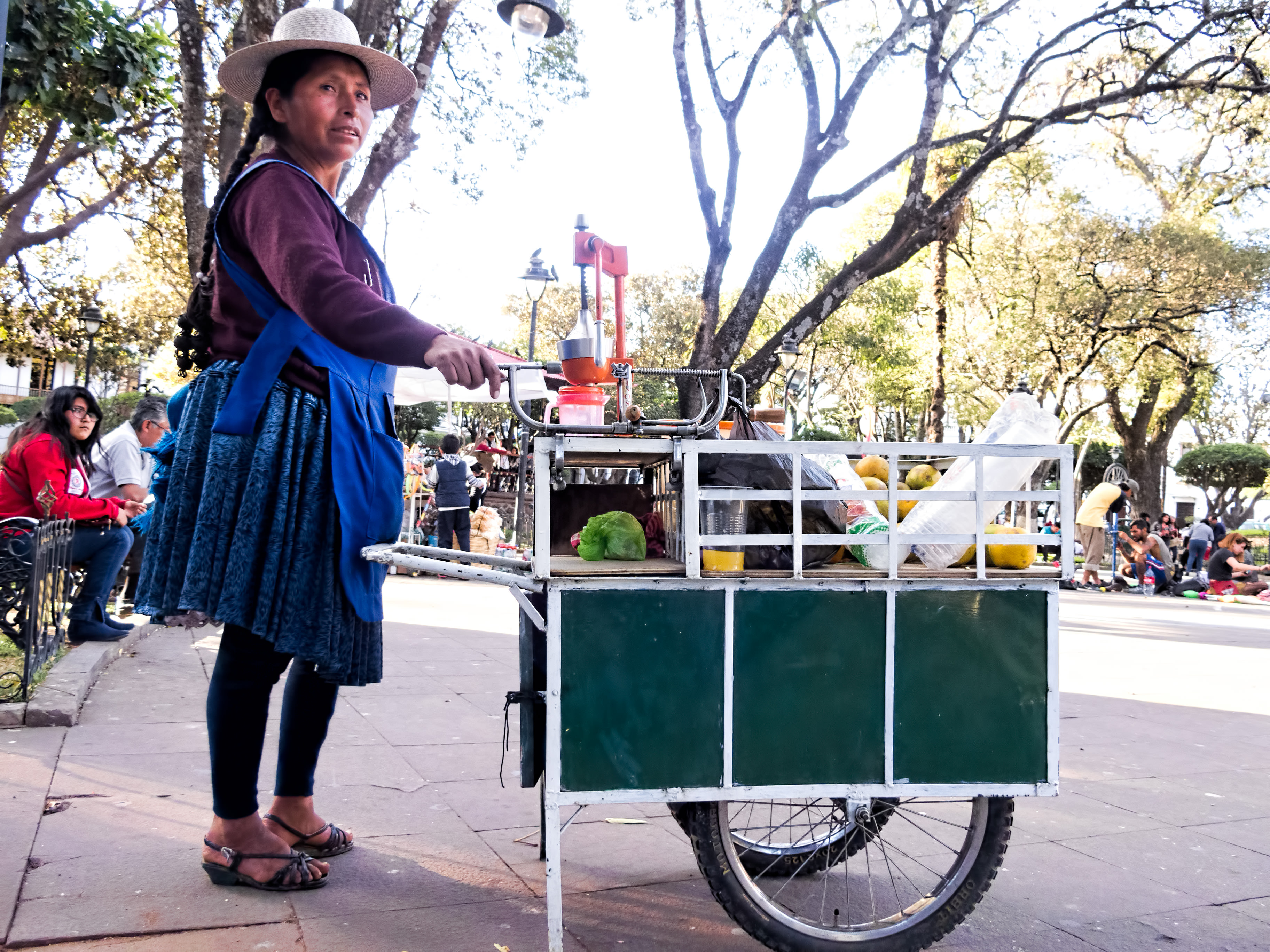
Cholas chuquisaqueñas, Sucre
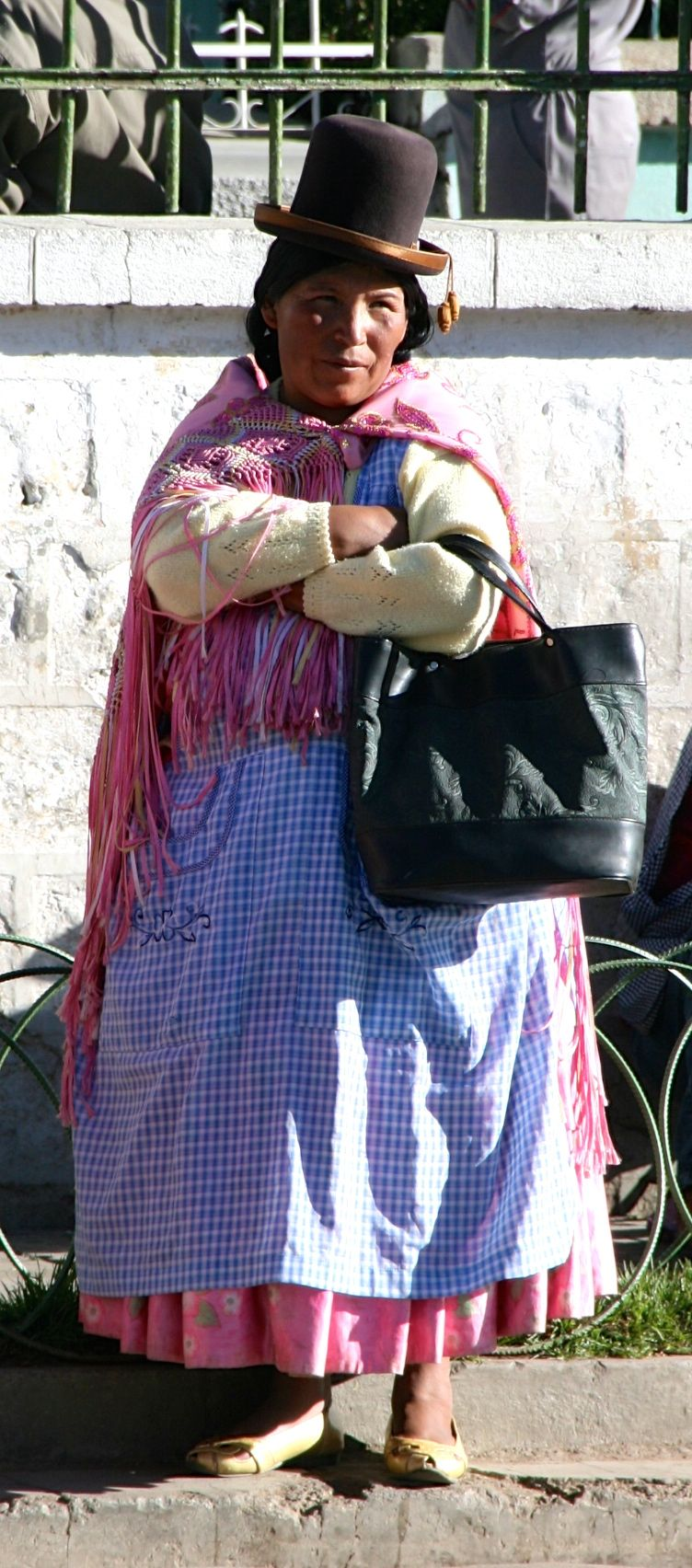
Chola paceña
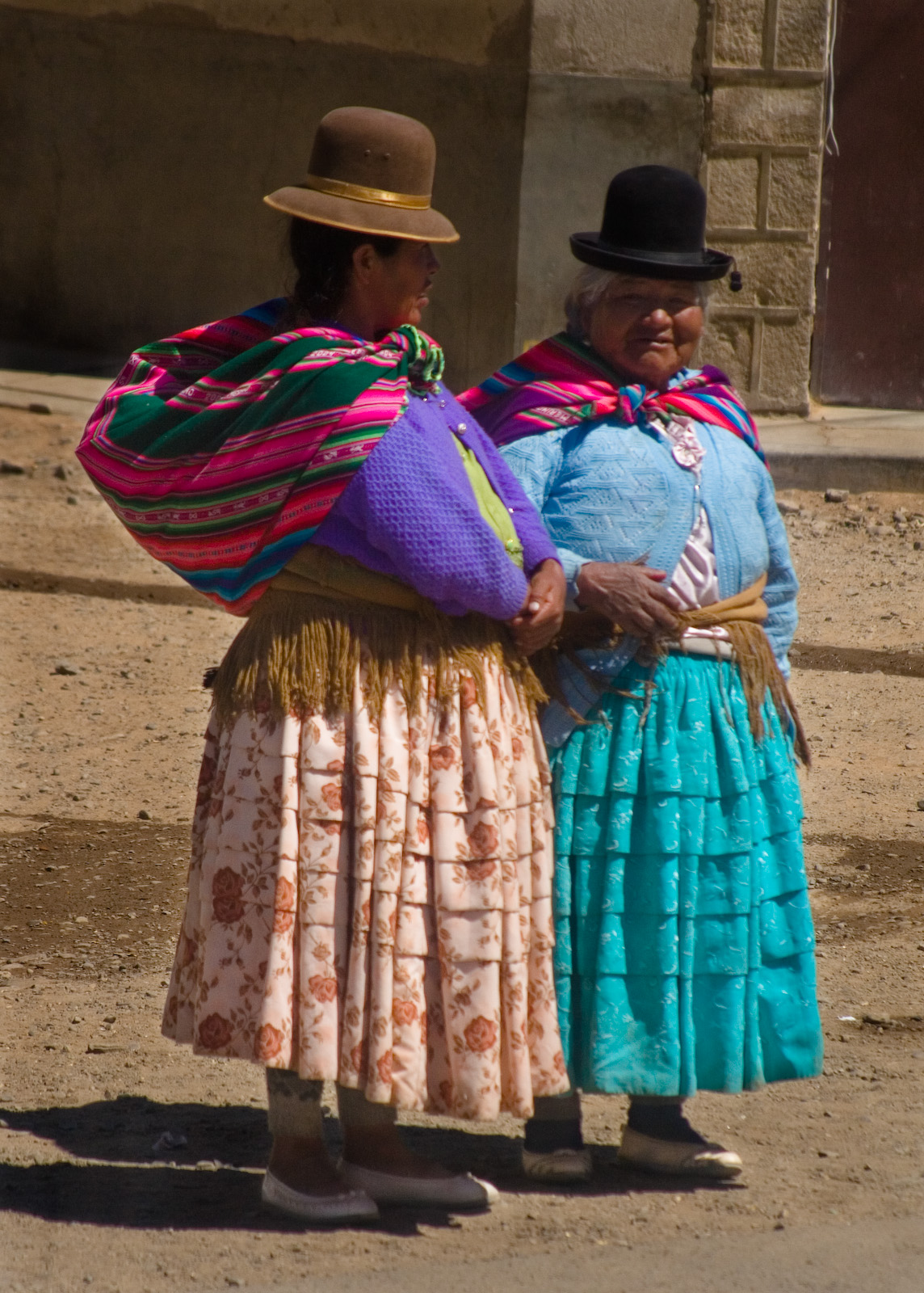
Chola paceña afroboliviana, El Alto
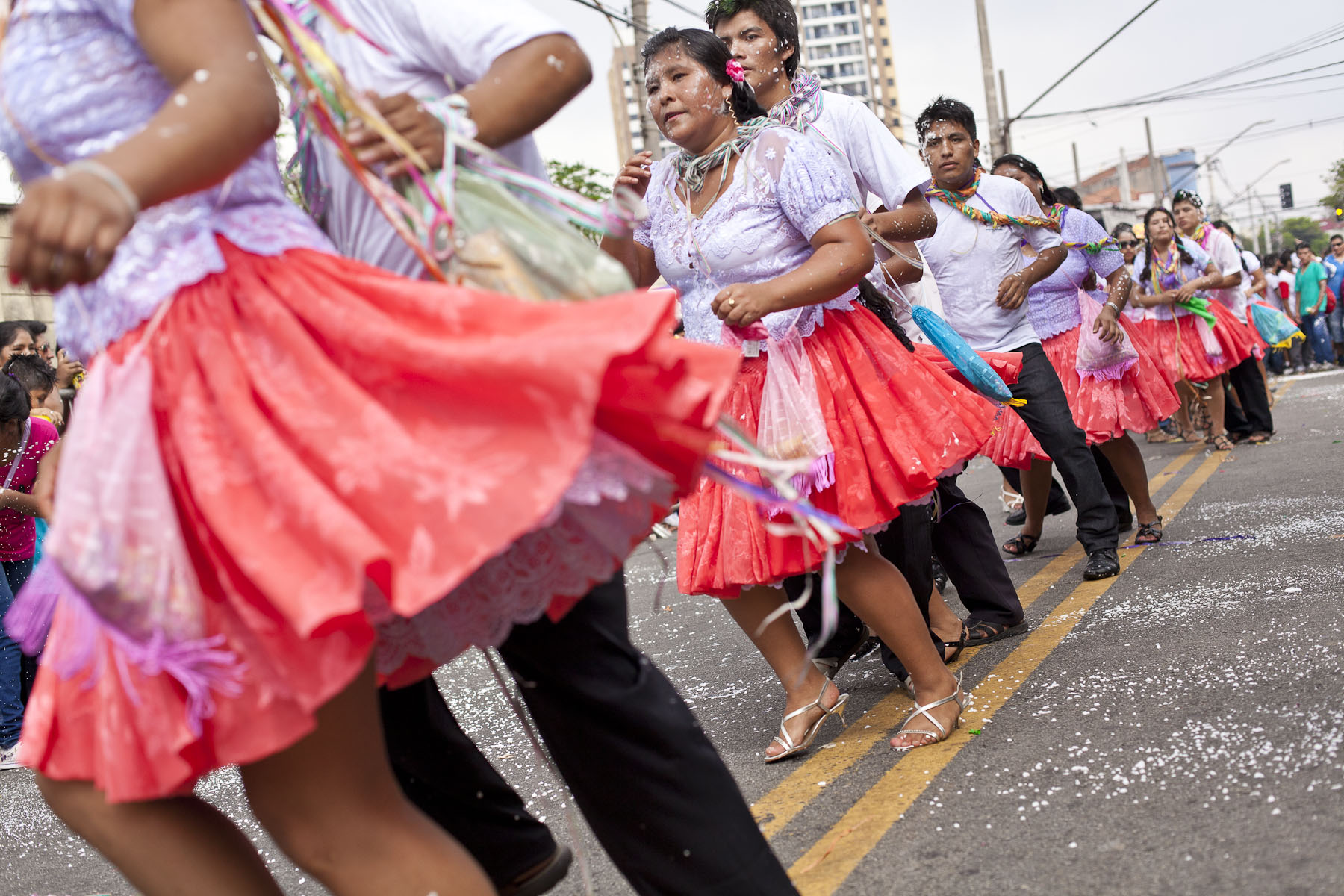
Cholas del valle de Cochabamba

La vestimenta de la «chola boliviana», la pollera, es una amalgama de elementos inicialmente impuestos a los indígenas del altiplano por el sistema colonial que limitó el uso de vestimentas identificadas como propias de las culturas americanas prehispánicas, y elementos y materiales resignificados a través del tiempo y los procesos culturales posteriores. Se impuso un sistema de categorización de vestimentas asignadas por región y casta que en ese entonces era popular en la península ibérica, "la moda chula", con polleras a los tobillos, mantillas sevillanas y botas de media caña de tacón alto.

### Cultura de Tarija

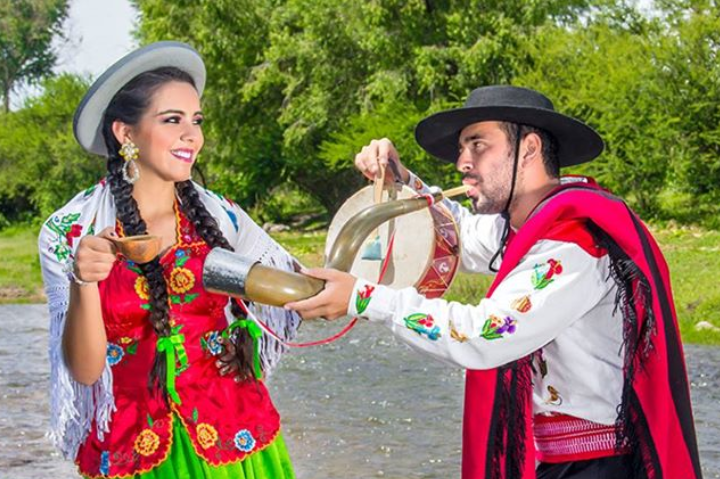
cultura chapaca (valle de Tarija)

La cultura del valle de Tarija, se caracteriza por los aportes españoles, alemanes, guachos, e indígenas, en los que destacan los guaraníes y los quechuas.
Se hace el uso de la pollera, sombreros, abarcas y se suelen usar mantas bordadas, una flor en la oreja y un pañuelo como complemento.
La cultura del vino de tarija, tiene sus orígenes en los aportes españoles, alemanes y portugueses, el uso de las flores decorativas tienen también un origen alemán y pueden tener múltiples significados.

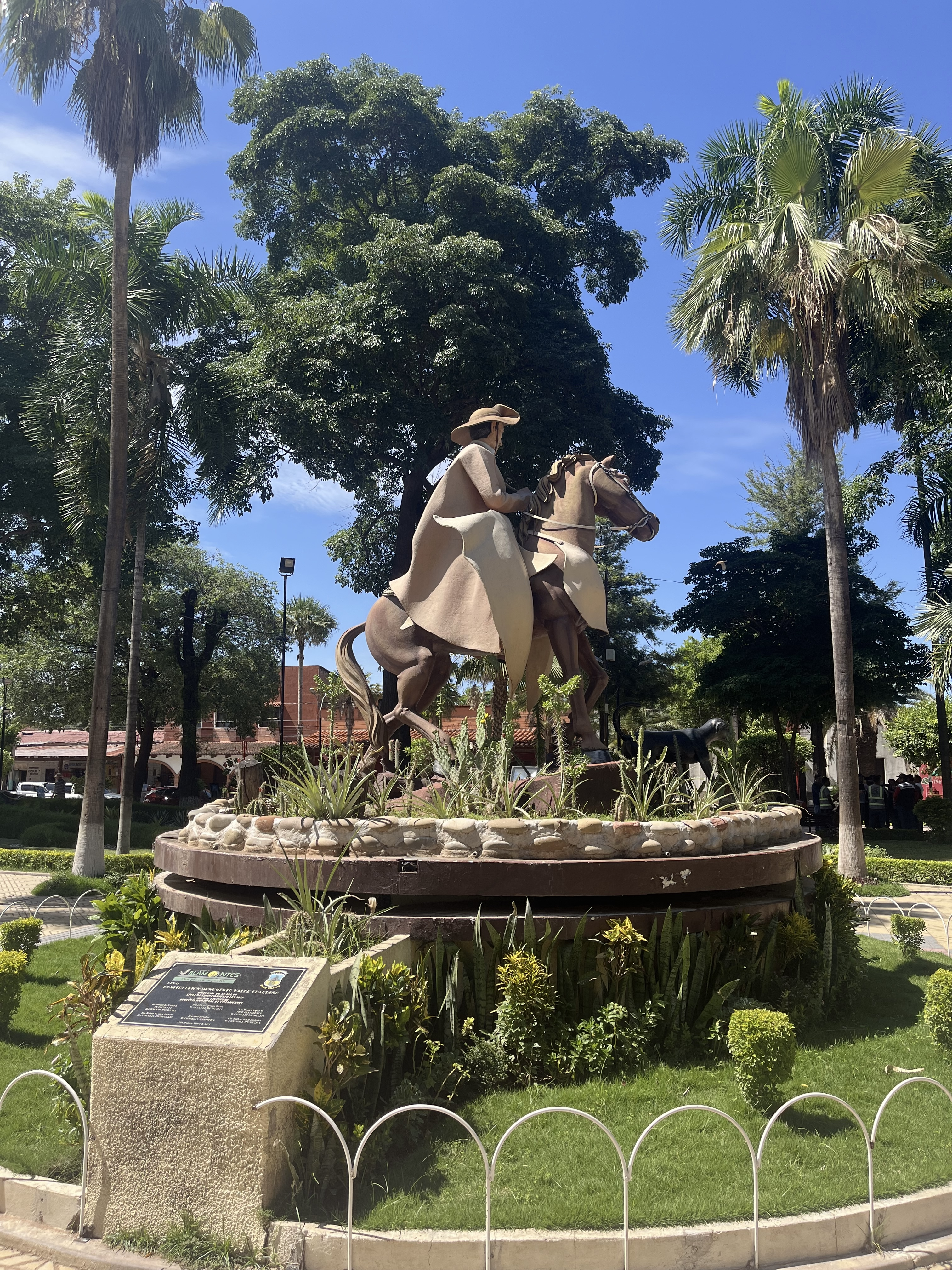
Monumento Valor Chaqueño en la ciudad de Villa Montes, donde se aprecia la vestimenta típica del Chaco boliviano.

La cultura chaqueña, se originó en el Gran Chaco (provincia), se caracteriza por la influencia geográfica del chaco sudamericano y la diversidad de pueblos indígenas (principalmente Guaraníes), criollos y mestizos que la habitan. Las Danzas más representativas son la copla chaqueña, chacarera boliviana, el chamamé, el tero tero y tiene su influencia en toda la región del Chaco, como en Cordillera - Santa Cruz con el taquirari chaqueño.

### Cultura cruceña
En la cultura cruceña también es notable los aportes europeos, principalmente españoles, mezclados con las etnias chiquitanas, guaraníes y de otros grupos amazónicos.
La música cruceña se caracteriza por su diversidad de ritmos y el uso de la guitarra, acompañada por el bombo, el violín y el arpa, especialmente en la Chiquitania, donde los jesuitas introdujeron estos instrumentos en los siglos XVII y XVIII.
Entre las danzas de la región están el carnaval (carnavalito cruceño), de origen europeo; la chovena, de origen chiquitano amazónico; el taquirari, que refleja el mestizaje de la amazonía; el caluyo y la chacarera, que aunque tienen rasgos propios en la zona, también se encuentran en regiones vecinas.

### Cultura colonial de Sucre
Sucre fue un centro político y cultural importante durante el periodo colonial, lo que dio lugar a una moda influenciada por la nobleza española, adaptada el contexto social. La prenda reflejaba el poder del estatus social, la cercanía con lo europeo y era un símbolo de lujo. Además del vestido, se hacía el uso de abanicos, sombrillas, pañoletas y broches, también era común que se encuentren adornadas de piedras preciosas.

### Cultura de La Paz

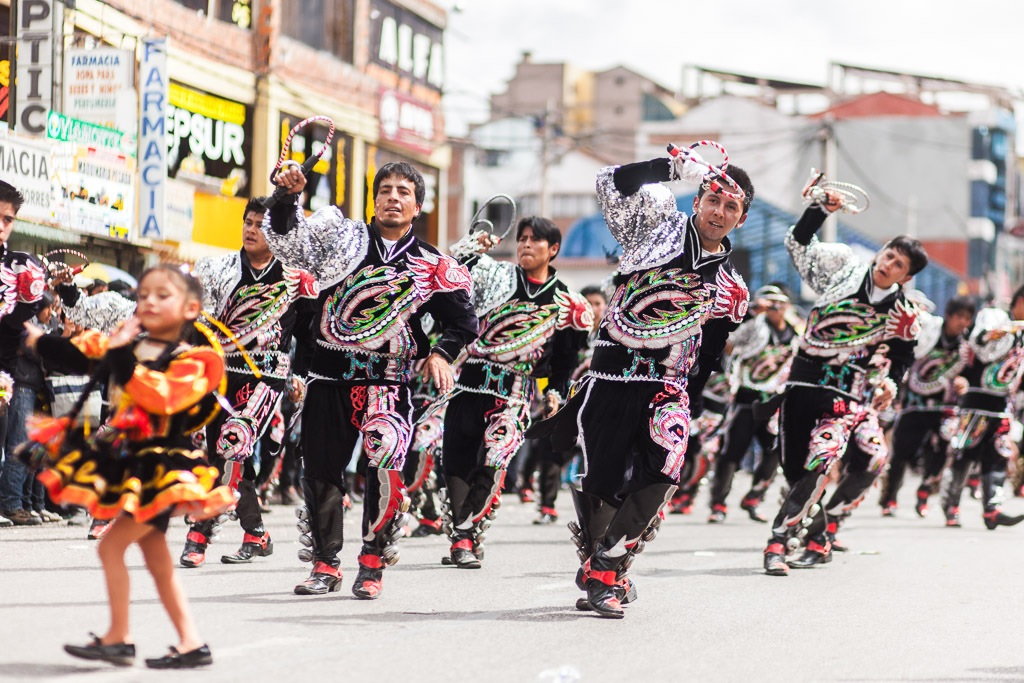
Danza del caporal

Los caporales son una danza popular en la región andina de Bolivia. Se popularizó en 1969 gracias a los hermanos Estrada Pacheco, inspirados en el personaje del «Caporal» o «capataz», que históricamente era esclavo negro, generalmente mestizo, que usaba botas y sostenía un látigo. Esta danza es originaria de la región de los Yungas en Bolivia. Posee elementos europeos, especialmente en el vestuario.

### Cultura de Pando y Beni
En la amazonía se encuentra más el aporte indígena, sin embargo por las misiones franciscanas y jesuitas, la mayor parte de la cultura amazónica tiene su origen de Europa, o de los colonizadores españoles, como lo es el tipoy.
La danza de los macheteros, una de las más conocidas del Beni, igual tiene sus orígenes en la colonia, ya que simboliza la resurrección de cristo.
La cultura de Pando, por otro lado está marcada por la influencia española, pero sobre todo por el auge de la goma elástica, en dónde miraron grupos indígenas del Beni, empresarios cruceños y portugueses caucheros.

### Cultura española en Potosí

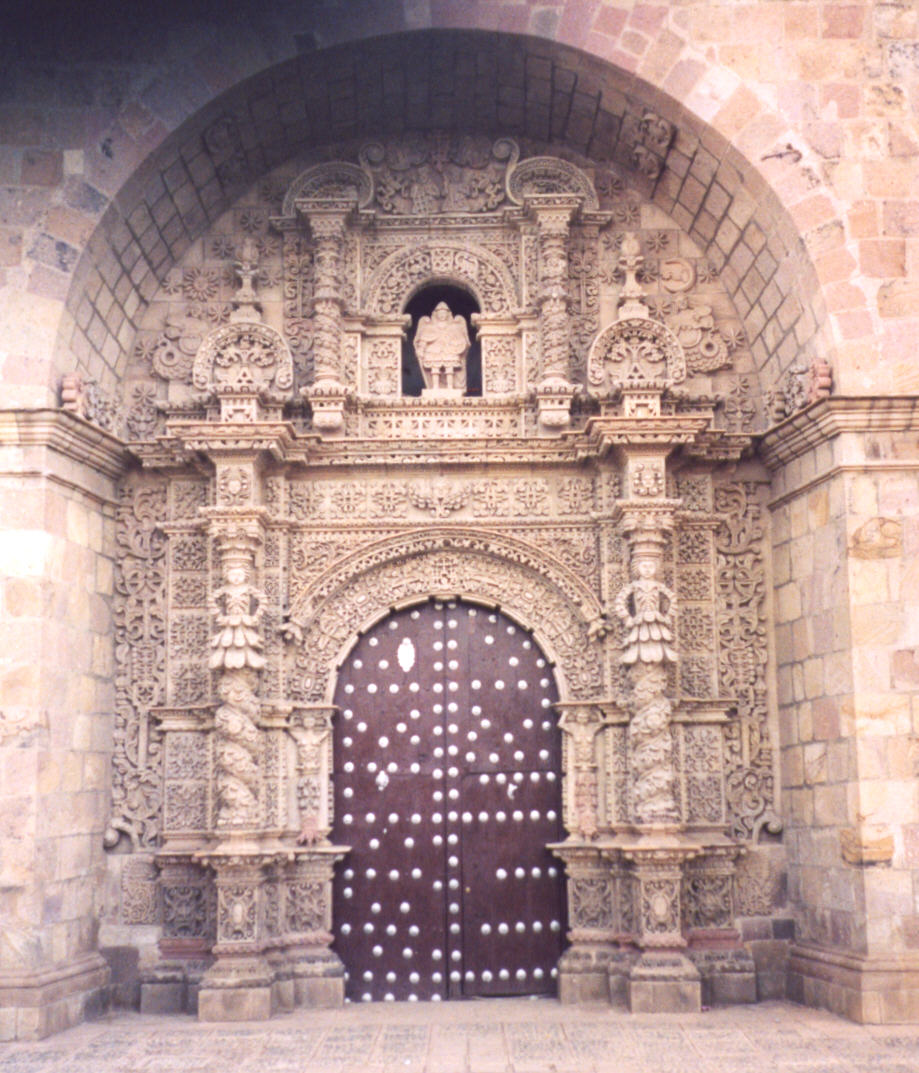
Fachada de la iglesia de San Lorenzo.

En España se utiliza la expresión «Te quiero un potosí» para expresar un amor muy grande o evidenciar lo valioso del mismo. Esta expresión proviene de la valoración de la ciudad de Potosí, al ser fuente de riquezas para la Corona Española en tiempos de los Virreinatos. Incluso la Real Academia Española recoge está acepción del término «potosí».
La ciudad de Potosí y su riqueza tuvo tanta influencia gracias a los españoles que incluso su nombre fue usado en otros lugares del mundo, como la ciudad de San Luis Potosí en México o la ciudad de Potosí en los Estados Unidos.